# Cixius spinosa
Cixius spinosa är en insektsart som beskrevs av Tsaur 1991. Cixius spinosa ingår i släktet Cixius och familjen kilstritar. Inga underarter finns listade i Catalogue of Life.